# Synema abrahami
Synema abrahami là một loài nhện trong họ Thomisidae.
Loài này thuộc chi Synema. Synema abrahami được Cândido Firmino de Mello-Leitão miêu tả năm 1948.